# Stati federati del Brasile
Gli Stati federati del Brasile costituiscono la suddivisione territoriale di primo livello del Paese e sono pari a 26; a essi è equiordinato il Distretto Federale in cui ha sede la capitale, Brasilia.

## Profili istituzionali

Stati federati del Brasile

Gli Stati brasiliani hanno una discreta autonomia di governo in materia legislativa, di pubblica sicurezza e riscossione delle tasse. A capo del governo dello Stato c'è un governatore (governador), eletto direttamente dal voto popolare, così come tutto il corpo legislativo (assembléia legislativa). Ogni Stato è diviso in municipalità (municípios) ognuno con un suo consiglio (câmara de vereadores) e sindaco (prefeito), autonomi e indipendenti sia dal governo federale sia da quello statale.
L'organizzazione giudiziaria è demandata ai singoli distretti, i fori (foros). A livello statale i fori prendono il nome di comarcas. Ogni comarca può sovrintendere a una o più municipalità.

## Lista
| Localizzazione | Bandiera                       | Stato               | Sigla | Capitale       | Popolazione (2011) | Superficie (km²) | Sottodivisioni                                         |
| -------------- | ------------------------------ | ------------------- | ----- | -------------- | ------------------ | ---------------- | ------------------------------------------------------ |
|                | Acre (bandiera)                | Acre                | AC    | Rio Branco     | 733 559            | 164 123          | 2 mesoregioni 5 microregioni 22 comuni                 |
|                | Alagoas (bandiera)             | Alagoas             | AL    | Maceió         | 3 120 494          | 27 779           | 3 mesoregioni 13 microregioni 102 comuni               |
|                | Amapá (bandiera)               | Amapá               | AP    | Macapá         | 669 526            | 142 829          | 2 mesoregioni 4 microregioni 16 comuni                 |
|                | Amazonas (bandiera)            | Amazonas            | AM    | Manaus         | 3 483 985          | 1 559 159        | 4 mesoregioni 13 microregioni 62 comuni                |
|                | Bahia (bandiera)               | Bahia               | BA    | Salvador       | 14 016 906         | 564 733          | 7 mesoregioni 32 microregioni 417 comuni               |
|                | Ceará (bandiera)               | Ceará               | CE    | Fortaleza      | 8 452 381          | 148 920          | 7 mesoregioni 33 microregioni 184 comuni               |
|                | Distretto Federale (bandiera)  | Distretto Federale  | DF    | Brasilia       | 2 570 160          | 5 780            | 1 mesoregione 1 microregione 35 Regioni amministrative |
|                | Espírito Santo (bandiera)      | Espírito Santo      | ES    | Vitória        | 3 514 952          | 46 096           | 4 mesoregioni 13 microregioni 78 comuni                |
|                | Goiás (bandiera)               | Goiás               | GO    | Goiânia        | 6 003 788          | 340 112          | 5 mesoregioni 18 microregioni 246 comuni               |
|                | Maranhão (bandiera)            | Maranhão            | MA    | São Luís       | 6 574 789          | 331 937          | 5 mesoregioni 21 microregioni 217 comuni               |
|                | Mato Grosso (bandiera)         | Mato Grosso         | MT    | Cuiabá         | 3 035 122          | 903 366          | 5 mesoregioni 22 microregioni 141 comuni               |
|                | Mato Grosso do Sul (bandiera)  | Mato Grosso do Sul  | MS    | Campo Grande   | 2 449 024          | 357 146          | 4 mesoregioni 11 microregioni 79 comuni                |
|                | Minas Gerais (bandiera)        | Minas Gerais        | MG    | Belo Horizonte | 19 597 330         | 586 522          | 853 comuni                                             |
|                | Pará (bandiera)                | Pará                | PA    | Belém          | 7 581 051          | 1 247 955        | 144 comuni                                             |
|                | Paraíba (bandiera)             | Paraíba             | PB    | João Pessoa    | 3 766 528          | 56 470           | 223 comuni                                             |
|                | Paraná (bandiera)              | Paraná              | PR    | Curitiba       | 10 444 526         | 199 308          | 399 comuni                                             |
|                | Pernambuco (bandiera)          | Pernambuco          | PE    | Recife         | 8 796 448          | 98 148           | 184 comuni 1 distretto statale                         |
|                | Piauí (bandiera)               | Piauí               | PI    | Teresina       | 3 118 360          | 251 578          | 224 comuni                                             |
|                | Rio de Janeiro (bandiera)      | Rio de Janeiro      | RJ    | Rio de Janeiro | 15 989 929         | 43 780           | 92 comuni                                              |
|                | Rio Grande do Norte (bandiera) | Rio Grande do Norte | RN    | Natal          | 3 168 027          | 52 811           | 167 comuni                                             |
|                | Rio Grande do Sul (bandiera)   | Rio Grande do Sul   | RS    | Porto Alegre   | 10 693 929         | 281 730          | 497 comuni                                             |
|                | Rondônia (bandiera)            | Rondônia            | RO    | Porto Velho    | 1 562 409          | 237 591          | 52 comuni                                              |
|                | Roraima (bandiera)             | Roraima             | RR    | Boa Vista      | 450 479            | 224 301          | 15 comuni                                              |
|                | Santa Catarina (bandiera)      | Santa Catarina      | SC    | Florianópolis  | 6 248 436          | 95 736           | 295 comuni                                             |
|                | San Paolo (bandiera)           | San Paolo           | SP    | San Paolo      | 41 262 199         | 248 223          | 645 comuni                                             |
|                | Sergipe (bandiera)             | Sergipe             | SE    | Aracaju        | 2 068 017          | 21 915           | 75 comuni                                              |
|                | Tocantins (bandiera)           | Tocantins           | TO    | Palmas         | 1 383 445          | 277 721          | 139 comuni                                             |

## Evoluzione storica

Evoluzione amministrativa degli Stati brasiliani

Gli Stati hanno confini in parte storici e in parte convenzionali che poi si sono modificati nei secoli. Nel 1943, con l'ingresso del Brasile nella seconda guerra mondiale, il regime di Getúlio Vargas costituì sette nuovi territori di importanza strategica situati nei luoghi di frontiera, per poterli amministrare direttamente. Nacquero così gli Stati dell'Amapá, Rio Branco, Acre, Guaporé, Ponta Porã, Iguaçu e l'arcipelago di Fernando de Noronha. Dopo la guerra Rio Branco e Guaporé vennero semplicemente rinominati rispettivamente Roraima e Rondônia. Nel 1988 Fernando de Noronha divenne parte del Pernambuco.
Nel 1960 dal territorio del Goiás fu ricavato il Distretto Federale per ospitare la nuova capitale, Brasilia. Il precedente distretto federale divenne lo Stato di Guanabara fino al 1975 quando divenne tutt'uno con lo Stato di Rio de Janeiro, formando la municipalità di Rio de Janeiro.
Nel 1977 il Mato Grosso fu diviso in due Stati. La parte settentrionale conservò il nome del Mato Grosso mentre la parte meridionale formò lo Stato del Mato Grosso do Sul, con Campo Grande come capitale. Il Mato Grosso do Sul comprendeva il territorio di Ponta Porã e la parte settentrionale di Iguaçu. La parte centrale di Iguaçu entrò a far parte del Paraná, e la meridionale passò allo Stato di Santa Catarina.
Nel 1982 nasce lo Stato di Rondônia.
Infine nel 1988 la parte più settentrionale del Goiás divenne il nuovo Stato di Tocantins, con Palmas capitale.

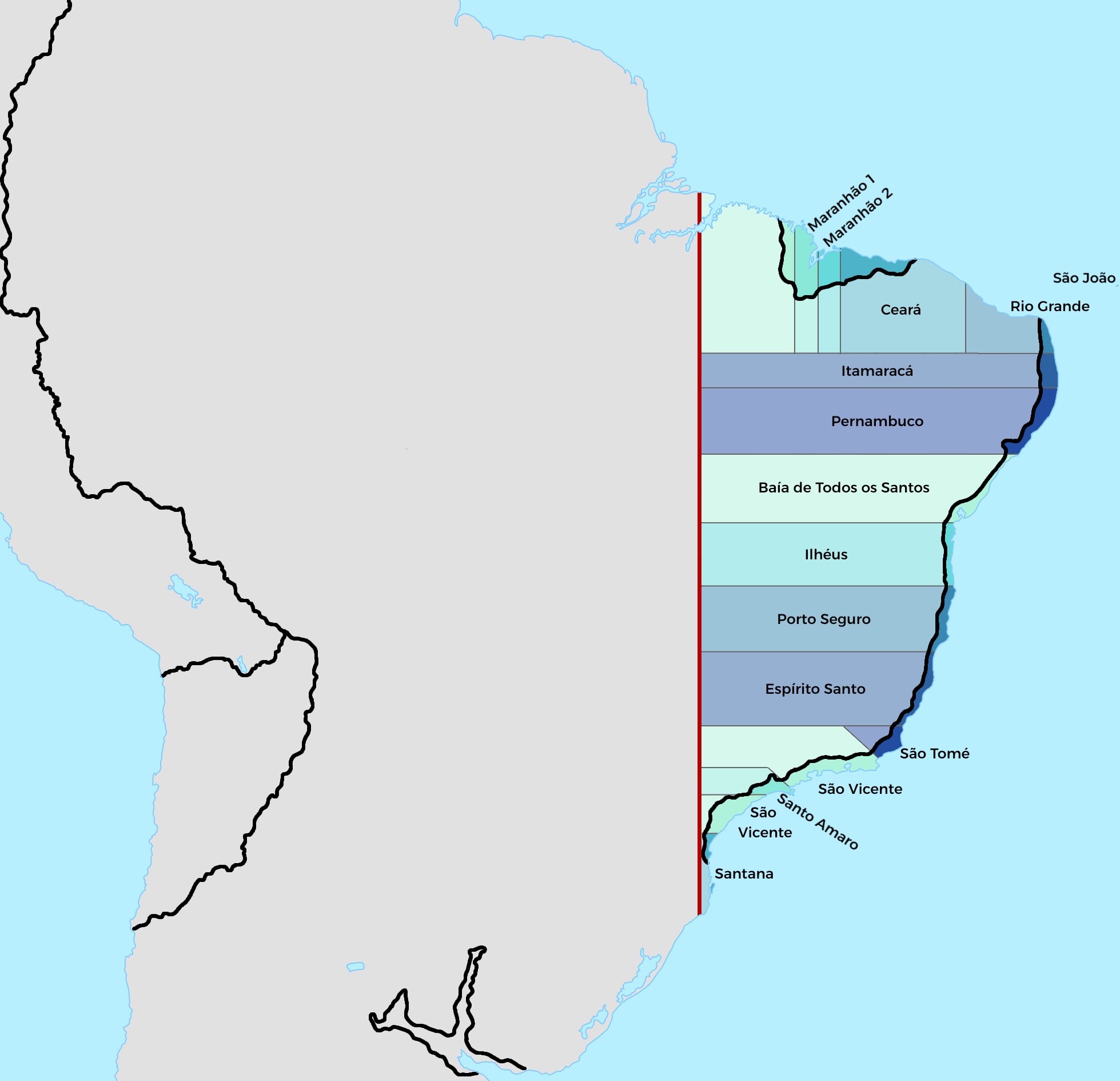
1534 Capitanerie
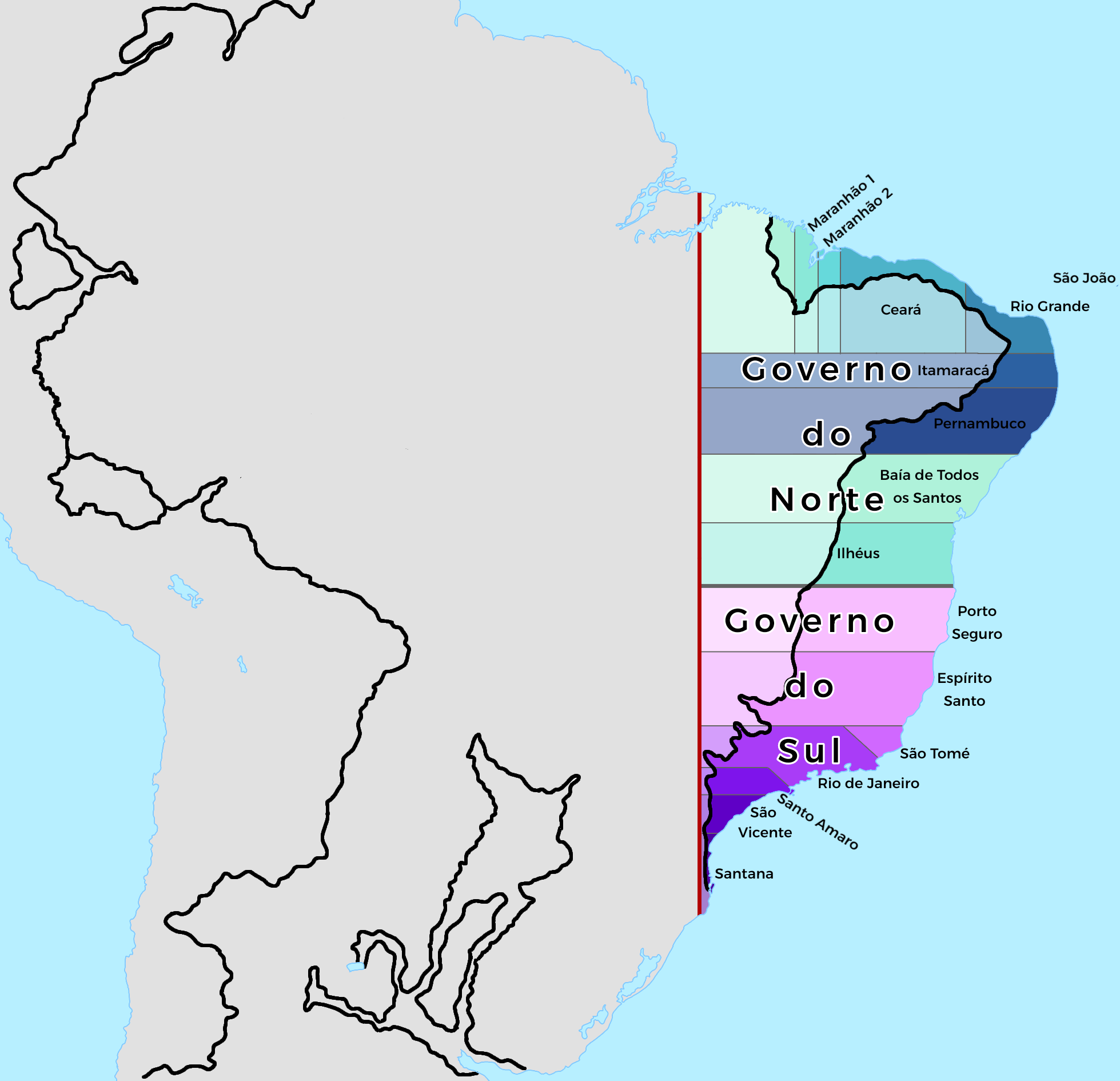
1572 Due Stati
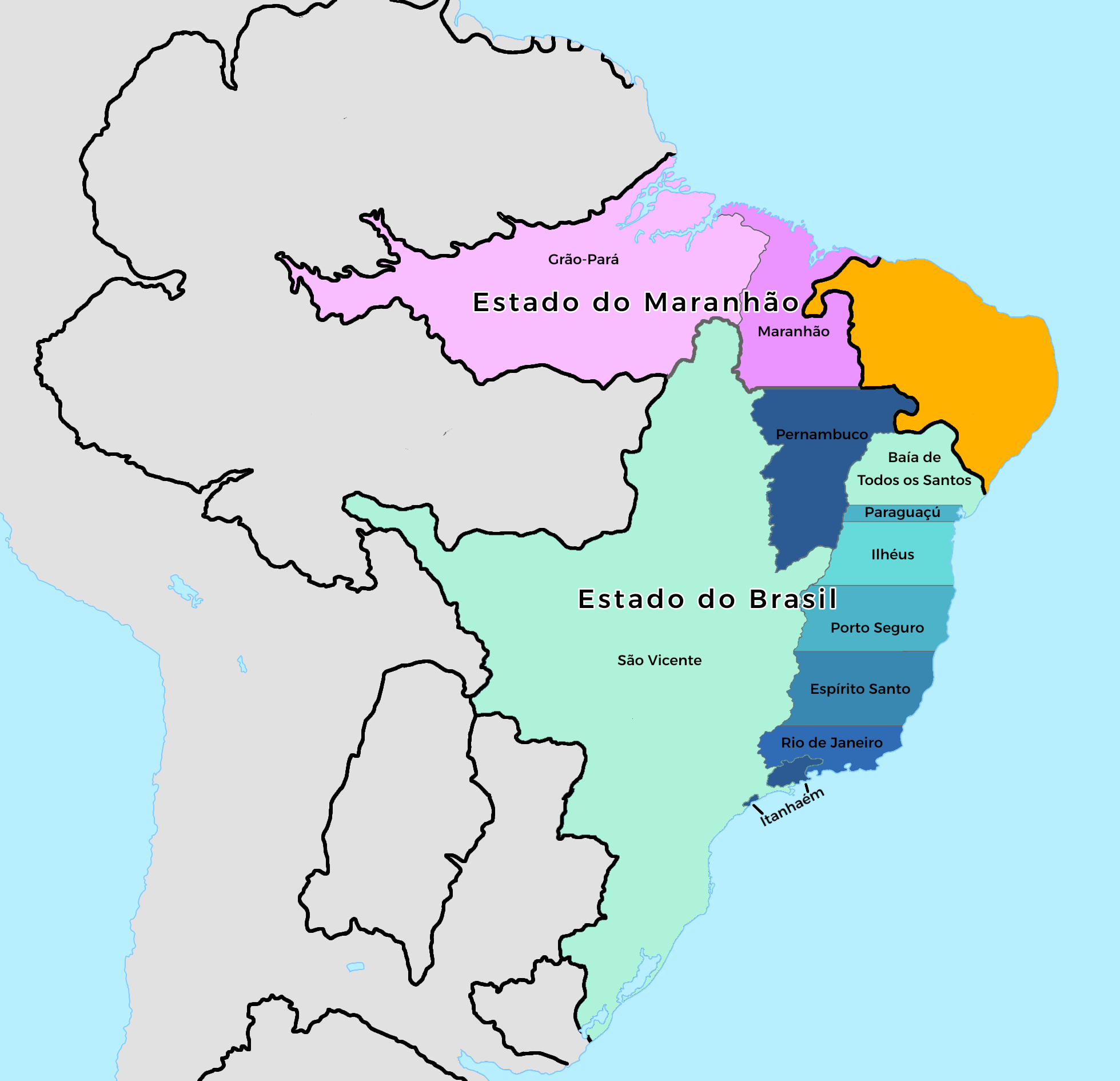
1647 Invasioni olandesi del Brasile (arancione)
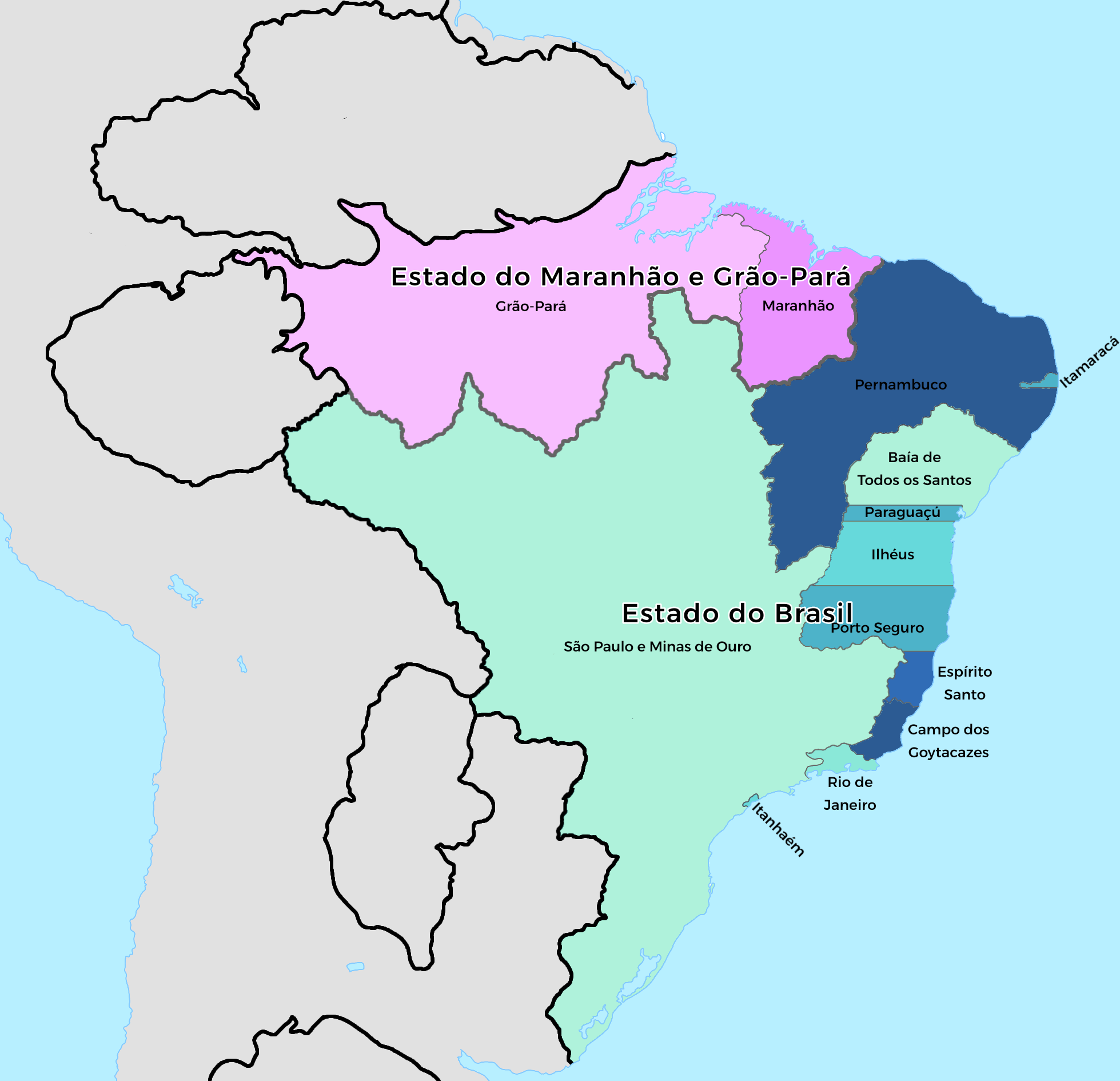
1709 Grande San Paolo
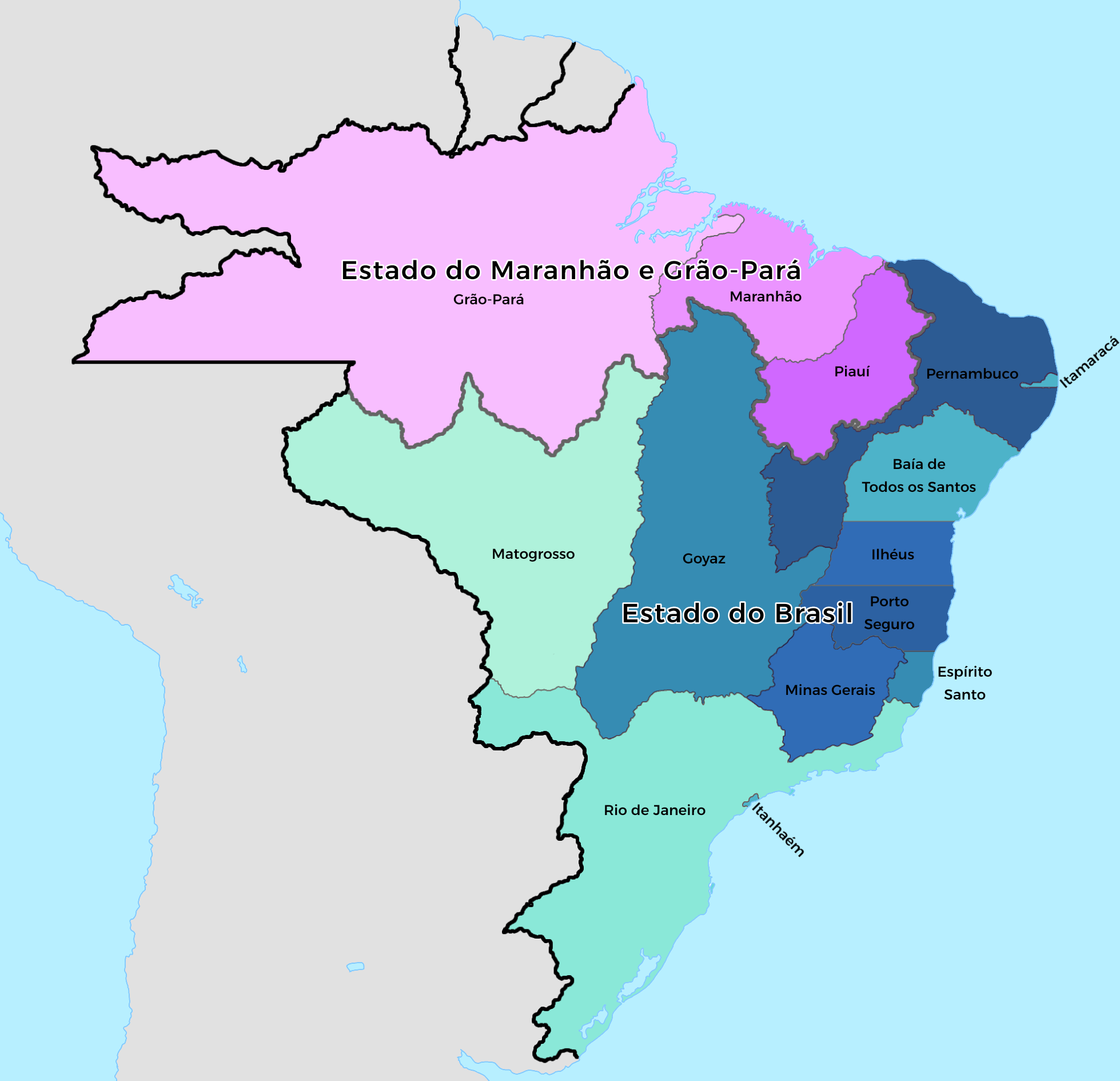
1750 Trattato di Madrid
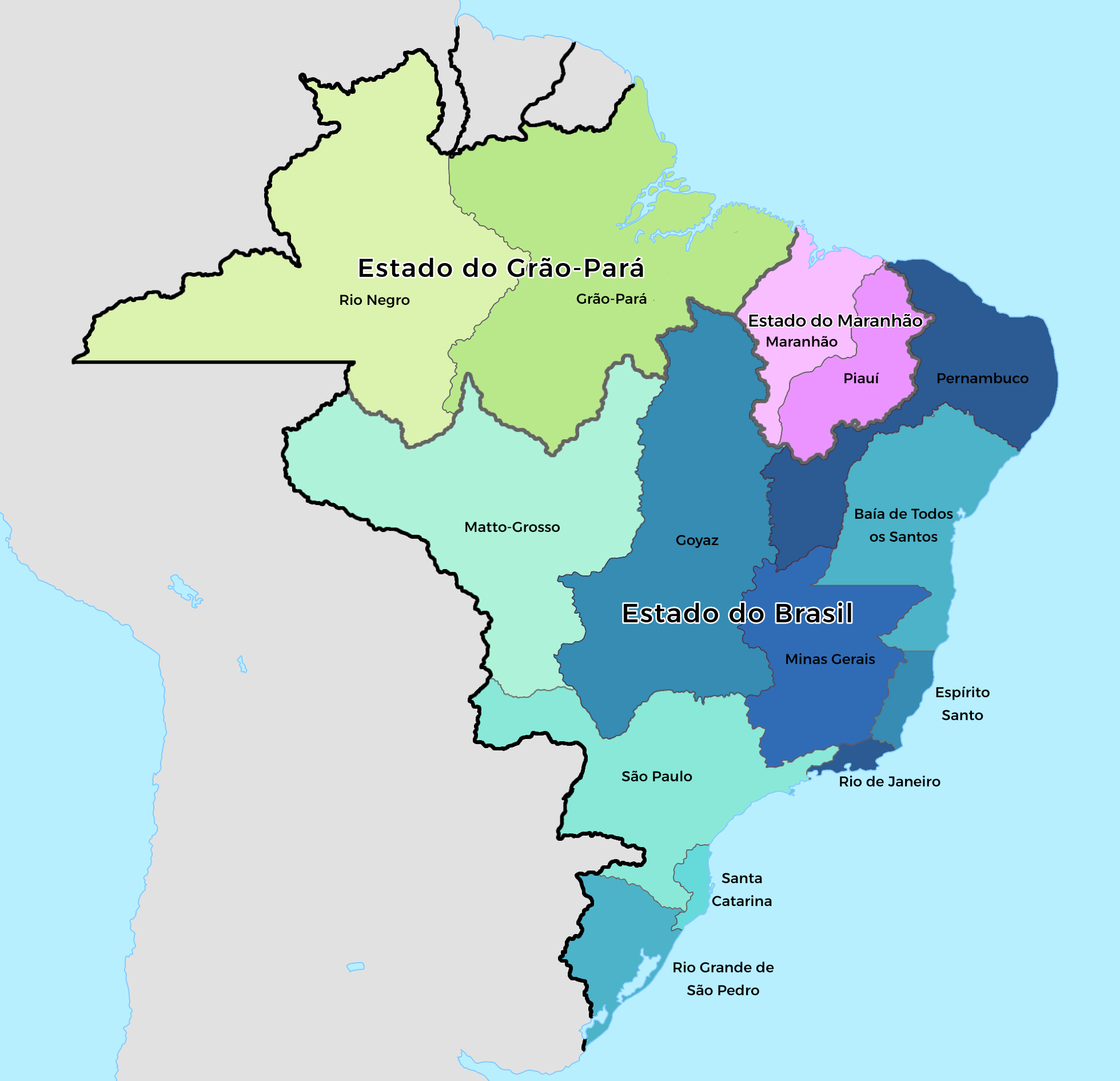
1789 Congiura del Minas Gerais
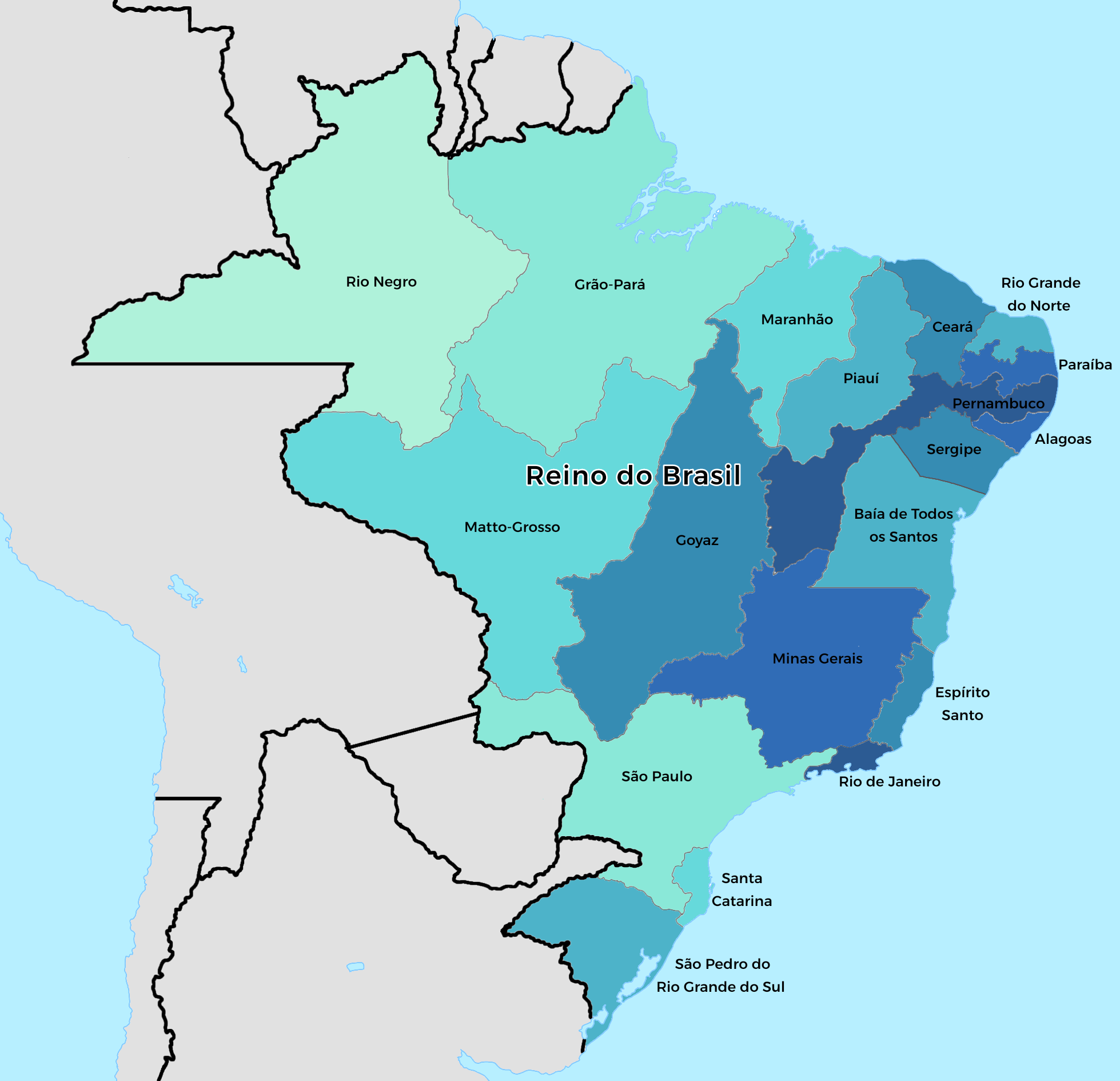
1817 Regno del Brasile
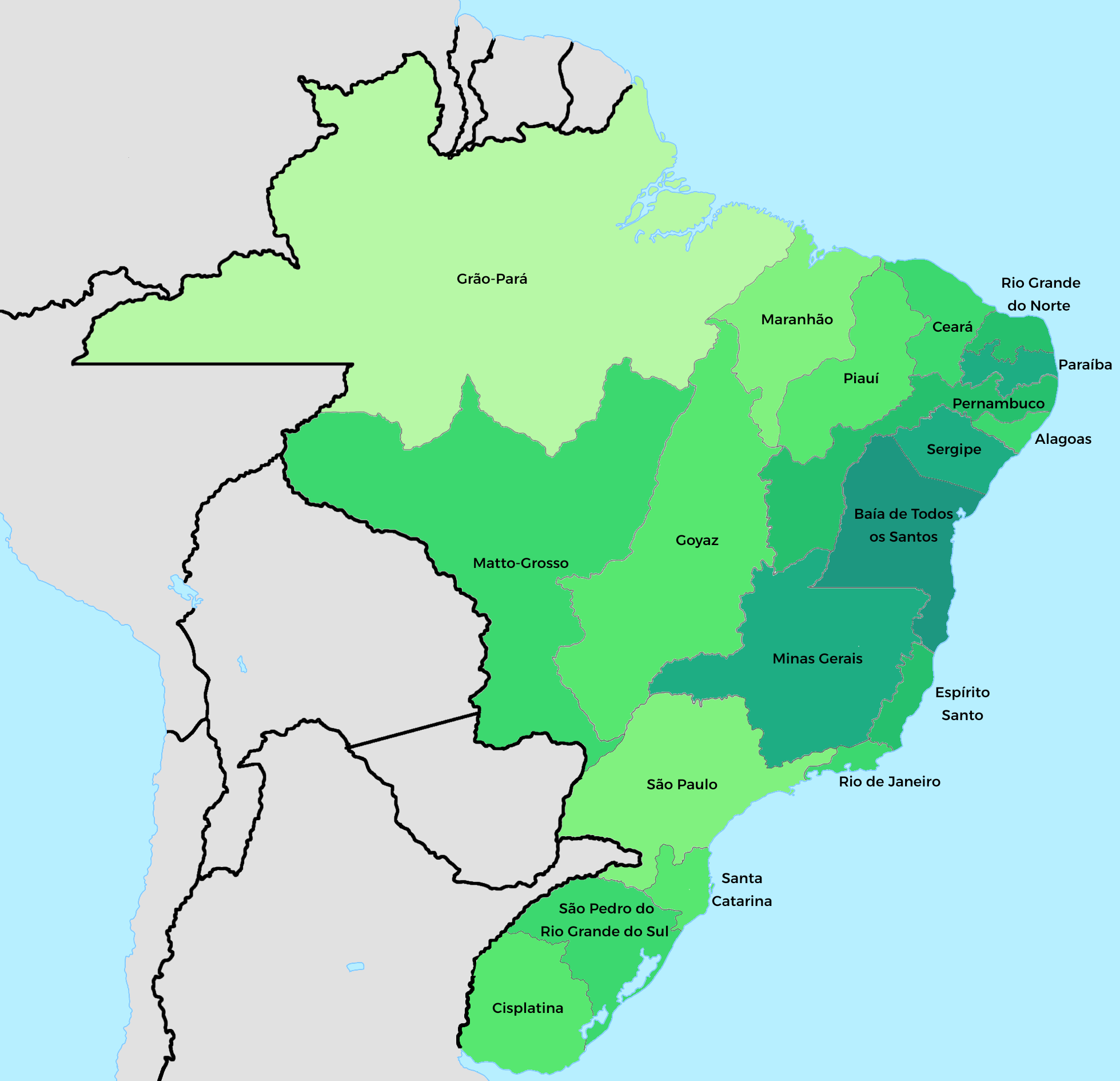
1822 Province dell'impero
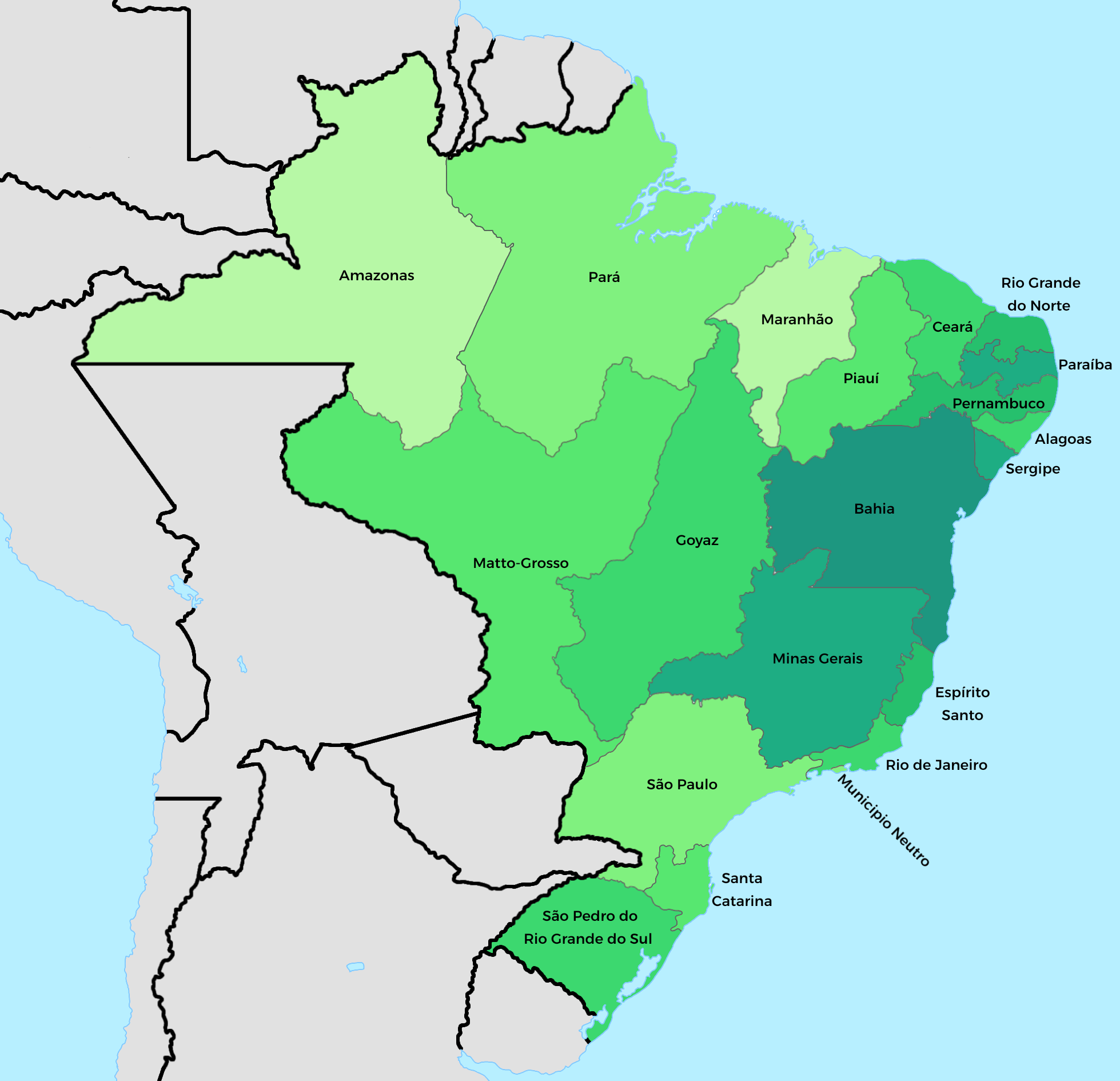
1851 Separazione del Grão-Pará
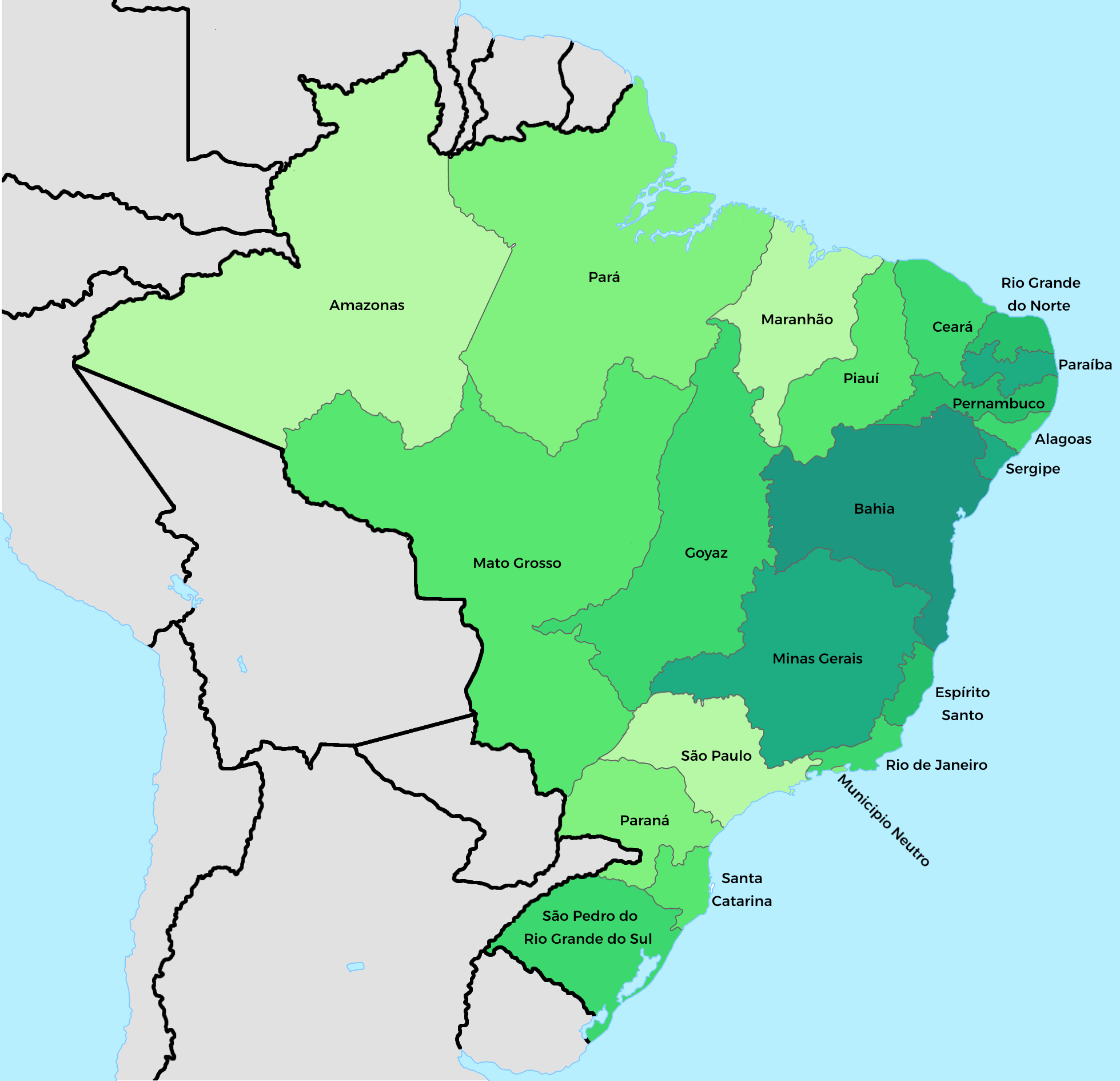
1889 Al principio della Repubblica
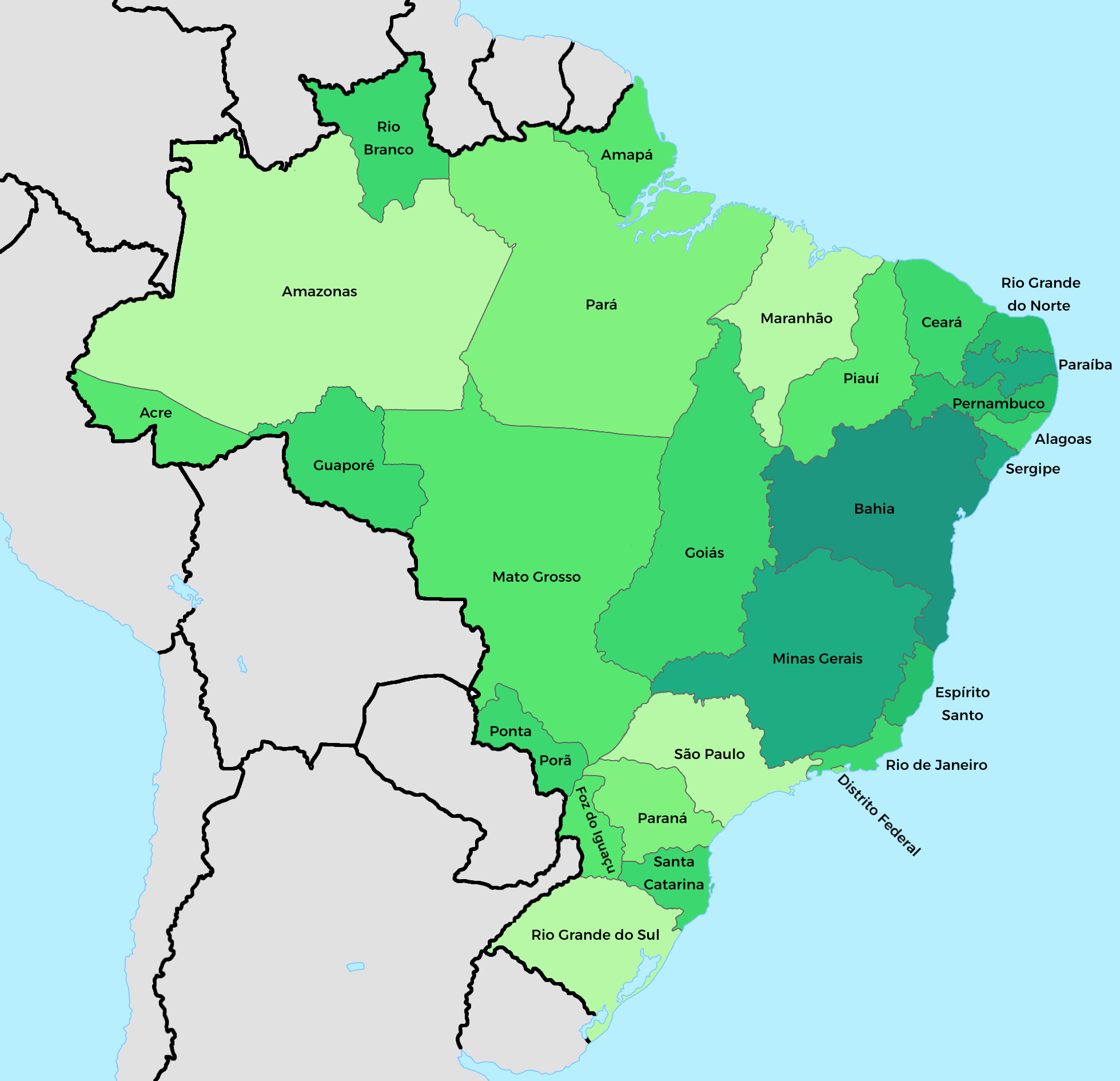
1943 Territori di frontiera
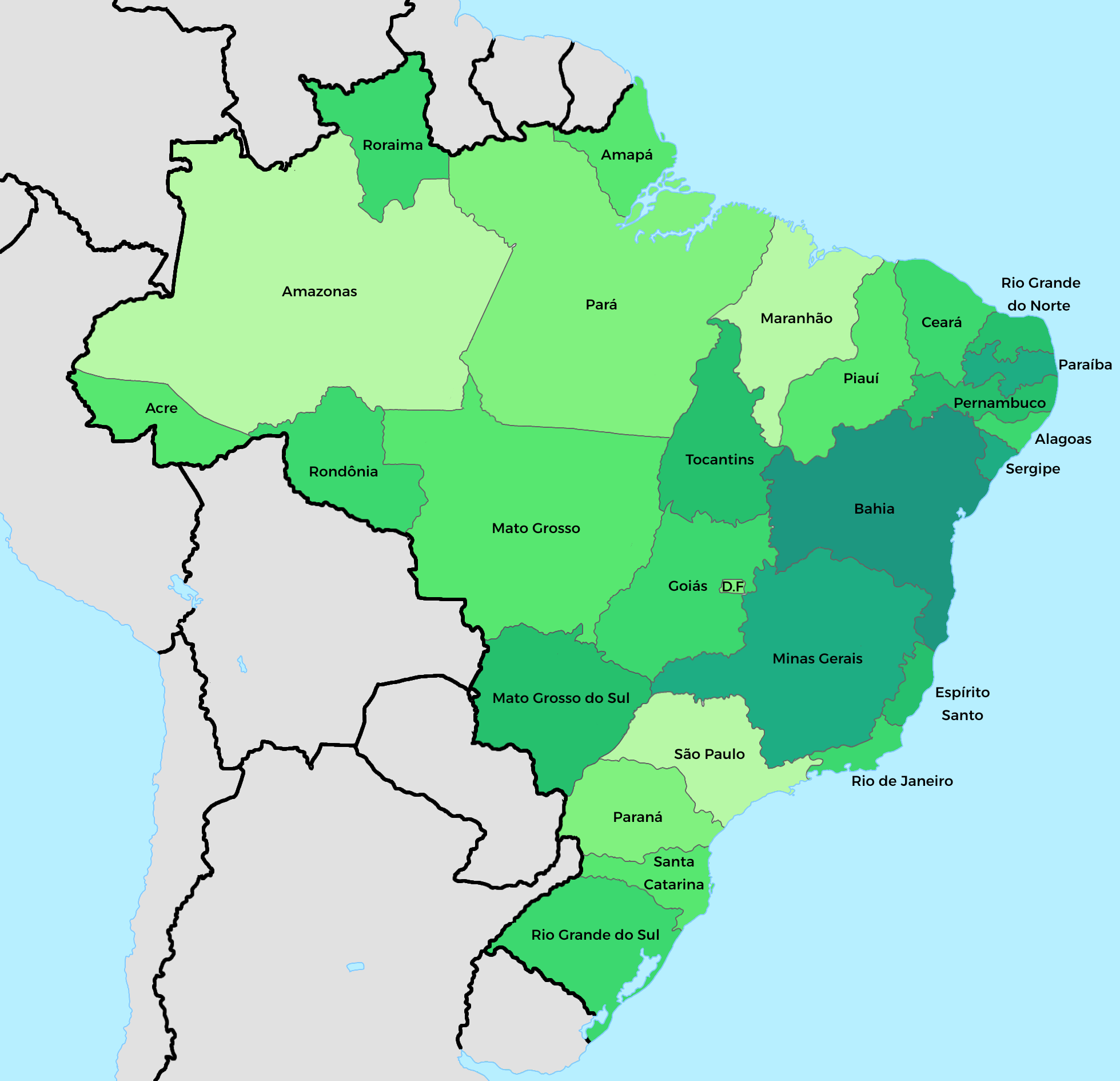
2025 Configurazione attuale